# Montagna-le-Templier
Montagna-le-Templier è un comune francese di 94 abitanti situato nel dipartimento del Giura nella regione della Borgogna-Franca Contea.

## Società

### Evoluzione demografica
Abitanti censiti